# Юдович, Михаил Михайлович
Михаи́л Миха́йлович Юдо́вич (8 июня 1911, Рославль, Смоленская губерния — 19 сентября 1987, Москва) — советский шахматист, международный мастер (1950), гроссмейстер ИКЧФ (1972). Журналист. Заместитель главного редактора журнала «Шахматы в СССР».

## Биография
Михаил Юдович родился в Рославле, где его отец, Михель Менделев Юдович, выпускник Петербургской лесотехнической академии, был управляющим лесного хозяйства; впоследствии отец, как неблагонадёжный элемент, работал в леспромхозах Мариинска и Змеиногорска; умер в Мариинске 9 сентября 1935 года. Мать — Бася Иосифовна Юдович (Адаскина).
Михаил Юдович и Сергей Белавенец были близкими друзьями, начиная со школьного матча в 1925 году. В течение нескольких лет они учились у дяди Сергея Белавенеца — Константина Выгодчикова. В 1930 году М. Юдович занял 5—9 место в шахматном чемпионате Москвы. В 1931 году он был 4-м в чемпионате Москвы и поделил 3 место в 7-м чемпионате СССР по шахматам, который выиграл Михаил Ботвинник. В годы Великой Отечественной войны пошёл в народное ополчение, был направлен Политуправлением Красной Армии в редакцию журнала «Военная мысль».
В 1966 году М. Юдович победил в чемпионате СССР по переписке.
В составе сборной СССР победитель 3-й, 4-й, 6-й, 7-й и 8-й заочных олимпиад, а также серебряный призёр 5-й заочной олимпиады.
Международный арбитр (1951), заслуженный тренер РСФСР (1958). С 1945 по 1987 год — заместитель главного редактора журнала «Шахматы в СССР».

## Семья
- Сын — Михаил Михайлович Юдович-младший (1932—1992), мастер спорта СССР по шахматам.
- Сын — Борис Михайлович Юдович, родился в Москве 17 сентября 1942 года. Умер 13 июля 2021 в г. Москве.
- Внук — Антон Борисович Юдович, родился в Москве 21 июня 1972 года. Живёт в г. Москве.
- Правнучка — Александра Антоновна Юдович, родилась в Москве 10 июля 2006 года.
- Младший брат — журналист и писатель Иосиф Михайлович Юдович (1914—1978), в годы войны издавал газету подпольного обкома партии в Ростове-на-Дону, ответственный секретарь областной газеты «Молот», автор книг «Таганрогские трагедии» (Ростов-на-Дону, 1944), «Возрождение» (Ростов-на-Дону, 1946), «Ввиду краткости жизни…» (Ростов-на-Дону, 1969). Его сын — Виктор Иосифович Юдович (1934—2006) — математик, профессор и заведующий кафедрой вычислительной математики и математической физики Ростовского государственного университета, создатель Ростовской научной школы по математической гидродинамике.
- Младшая сестра — Анна Михайловна (Хая Михелевна) Семёнова (1921—2015), советская и молдавская журналистка, сотрудница газет «Советская торговля» и «Независимая Молдова», собственный корреспондент Всесоюзного радио по Центральному Чернозёмному району РСФСР[3][4]. Её муж — журналист Юрий Георгиевич Семёнов (1919—1994)[5][6].

## Основные спортивные результаты
| Год       | Турнир                        | Результат | Место |
| --------- | ----------------------------- | --------- | ----- |
| 1931      | Чемпионат Москвы              | 6½ из 12  | 4     |
|           | 7-й чемпионат СССР            | 10 из 17  | 3—6   |
| 1933      | 8-й чемпионат СССР            | 9 из 19   | 12—13 |
| 1933/1934 | Чемпионат Москвы              | 13½ из 19 | 2—3   |
| 1934/1935 | 9-й чемпионат СССР            | 10 из 19  | 9—12  |
| 1935      | Чемпионат Москвы              | 10½ из 17 | 4     |
| 1936      | Чемпионат Москвы              | 11 из 17  | 3—5   |
| 1937      | Международный турнир (Москва) | 3 из 7    | 5—6   |
|           | 10-й чемпионат СССР           | 10 из 19  | 9     |
|           | Чемпионат Москвы              | 11 из 16  | 3     |
| 1938      | Чемпионат Москвы              | 10½ из 17 | 4—7   |
| 1939      | 11-й чемпионат СССР           | 7½ из 17  | 13—14 |
| 1939/1940 | Чемпионат Москвы              | 8½ из 13  | 4—5   |
| 1947      | 15-й чемпионат СССР           | 8 из 19   | 13—15 |
| 1964      | Международный турнир (Баку)   | 7 из 12   | 4—5   |

### Соревнования по переписке
В составе команды СССР пятикратный чемпион мира. Победитель 7-го чемпионата СССР (1965—1966).

## Книги
- Французская партия (соавтор), в сб.: Шахматный ежегодник, т. 2, М., 1938;
- Основы дебютной стратегии. Для шахматистов 4-й и 3-й категорий, М., 1940 (соавтор);
- Учебник шахматной игры. Москва; Ленинград : Физкультура и спорт, 1948. 112 с. В соавторстве с И. Л. Майзелисом. Переизд.: 1949, 1950.
- Советская шахматная школа. Москва : Физкультура и спорт, 1951. 328 с. В соавторстве с А. А. Котовым. 2-е изд.: 1955.
- XX первенство СССР по шахматам. Сборник партий, М., 1954;
- Советские шахматисты в борьбе за первенство мира, М., 1954 (составитель);
- Советская шахматная школа, 2 изд., М., 1955 (соавтор);
- Шахматы за 1956 г., М., 1958 (составитель);
- Рассказы о шахматах. Москва : Физкультура и спорт, 1959. 200 с.
- Ботвинник — Таль : (К матчу на первенство мира по шахматам). Москва, 1960. 79 с.
- Занимательные шахматы. Москва : Физкультура и спорт, 1962. 175 с. Переизд.: 1966, 1976.
- Староиндийская защита : Прошлое. Настоящее. Будущее. Москва : Физкультура и спорт, 1967. 230 с.
- Друзья — соперники. Встречи шахматных команд СССР и Югославии, Загреб, 1967 (соавтор);
- Труд, талант, победа. Москва : Физкультура и спорт, 1969. 271 с. В соавторстве с А. А. Котовым и Л. Я. Абрамовым.
- Матч века. Сборная СССР — Сборная избранных шахматистов мира, М., 1971 (автор-составитель);
- Занимательные шахматы, 3 изд., М., 1976;
- Шахматная школа : (Курс лекций для шахматистов-разрядников). Москва : Физкультура и спорт, 1976. 255 с. В соавторстве с Ю. Л. Авербахом и А. А. Котовым. 2-е изд.: Ростов-на-Дону, 2000.
- Гамбит. Москва : Физкультура и спорт, 1980. 80 с (Библиотечка шахматиста).
- План в шахматной партии. Москва : Физкультура и спорт, 1982. 80 с (Библиотечка шахматиста).
- Михаил Чигорин : Жизнь и творчество. Москва 6 Советская Россия, 1985. 206, [2] с., [8] л. ил. (Шахматное искусство).

## Публикации
- Дорогие мои мальчишки. // «64 — Шахматное обозрение». — 1986. — № 13. — С. 24—25.